# شهرت‌گره
شهرت‌گره (به انگلیسی: Shohratgarh) یک منطقهٔ مسکونی در هند است که در Siddharthnagar district واقع شده‌است.

## خصوصیات
شهرت‌گره ۸٬۳۳۶ نفر جمعیت دارد.